# Røjle Klint
Røjle Klint er en op til 45 meter høj klint på nordkysten af det vestlige Fyn cirka 3 km nordøst for Strib, og vest for Båring Vig i Middelfart Kommune. Den ligger over for Fredericia, hvor det smalle Lillebælt breder sig ud mod Kattegat mod nordøst. Vest for klinten grænser kysten op til et bakket overdrev og en strandmose. Øst for klinten består kysten af såkaldt plastisk ler (Lillebælt Ler), hvilket præger kystlandskabet, der har stejle skrænter, kløfter og skred mod kysten. Klinten der består af moræneler og smeltevandssand fra tre istider (Elster-, Saale- og Weichsel-istiden), er foreslået som en Geosite, dvs. en international bevaringsværdig lokalitet.
Klinten blev fredet i 1939 . Staten ejer Kasmose Skov og har valgt at lade skoven stå urørt siden 1993. Det betyder, at træerne får lov at vokse op, ældes og dø uden menneskets indgriben. Den urørte skov indeholder en større mangfoldighed af dyr og planter end den dyrkede skov.
Røjle Klint og Kasmose Skov er udpeget til Natura 2000 område nr. 111 Røjle Klint og Kasmose Skov .